# Art Linkletter
Arthur Gordon "Art" Linkletter (født 17. juli 1912 som Gordon Arthur Kelly i Moose Jaw, Saskatchewan, Canada, død 26. maj 2010 i Los Angeles, Californien, USA ) var en canadisk-født amerikansk skuespiller og komiker, der optrådte primært på radio og tv.
Han var vært på programmet Art Linkletter's House Party, der blev sendt på CBS radio og television i 25 år og på showet People Are Funny på NBC radio og TV i 19 år.
Linkletter blev kendt for at interviewe børn på House Party og showet Kids Say the Darndest Things (Børn siger de mest underlige ting), der blev grundlaget for en serie af bøger med børnecitater.
Art Linkletter blev amerikansk statsborger i 1942.